# Koszkoróbahattyú

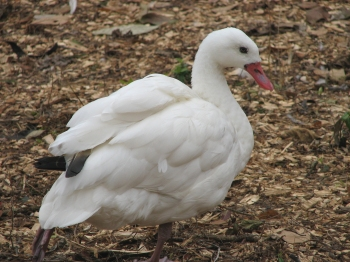

A koszkoróbahattyú (Coscoroba coscoroba) a madarak osztályának a lúdalakúak (Anseriformes) rendjébe, ezen belül a récefélék (Anatidae) családjába tartozó Coscoroba nem egyetlen faja.

## Előfordulása
Dél-Brazília, Argentína, Chile, Uruguay és Paraguay az élőhelye. Vizes helyeket kedvel, tavakon, mocsarakban él.

## Megjelenése
A legkisebb hattyúfaj. Hossza nagyjából 65 centiméter és körülbelül 3,5 kilogramm a súlya.
Mindkét nem egyforma. Feltűnő, hófehér tollazatú madár. Fehér tollaitól különösen elüt piros csőre és lábai.
Trombitáló kiáltásokat hallat.
Hattyúhoz képes szokatlanul rövid nyakával és hosszú lábaival igen emlékeztet egy lúdra.
Valószínűleg ez a legősibb hattyúfaj és ez köti össze a valódi hattyúkat a ludakkal. Némely vonása a fütyülőludakra is emlékeztet.

## Életmódja
Társas madár. Gyakran keresgél a sekély vízbe bukva.
Táplálékuk vízinövények részeiből és magvaiból, rovarokból, férgekből, kagylókból, apró kétéltűekből és halakból áll.

## Szaporodása
A párok életük végéig összetartanak.
Sekély tavak, nádasainak szélén, nádszálakból és gyékényből rakott kupacra rakja tojásait. A réceféléknél kivételes módon a fészket kizárólag a hím építi.
Magányosan vagy laza telepekben költ.
A tojó 7 tojást rak és nagyjából egy hónapig költ.
A fiókák fészekhagyók. Felnevelésükben a hím is részt vesz.
Utódnevelési időszakban az öreg madarak igen agresszívek, ha valamit veszélyesnek éreznek utódaikra, annak nyomban nekitámadnak.

## Védettsége
Jelenleg nem számít veszélyeztetett fajnak, állományát 10 000 és 30 000 madár közé becsülik.

## Képek
|  |  |